# Mixedema pretibial
El mixedema pretibial es un tipo de mixedema o edema producido por infiltración de sustancia mucosa en los tejidos. Se desarrolla a nivel cutáneo en las regiones pretibiales como consecuencia del depósito de mucina. Esta dermatosis constituye una de las manifestaciones clínicas de la triada clásica de la enfermedad de Graves, junto con el bocio difuso y el exoftalmos.

## Causas
Existe un factor sérico circulante no identificado que estimula la producción de mucina por los fibroblastos, en presencia de un exceso de hormonas tiroideas. Este factor es distinto del factor de estimulación prolongada de la hormona tiroidea (LATS). Otros factores que podrían influir en su etiología son los traumatismos locales, la obstrucción linfática, y un factor de crecimiento similar a la insulina, pero hasta la fecha estos factores no han sido demostrados como causa del mixedema pretibial.

## Clínica
Aparece en un 5-10% de pacientes con enfermedad de Graves, aumentando hasta un 30% si el paciente padece además exoftalmos. Se han descrito casos en pacientes con otras patologías tiroideas, como tiroiditis de Hashimoto sin hipertiroidismo, pacientes con un hipotiroidismo secundario al tratamiento para la enfermedad de Graves e incluso pacientes con enfermedad tiroidea normal. Se presenta con un aspecto ceroso y descolorido de la piel (también llamada piel de naranja), extendiéndose a veces al dorso del pie y otras partes del cuerpo.

## Diagnóstico diferencial
Las lesiones producidas por el mixedema pretibial son muy características y no suelen plantear problemas en el diagnóstico, aunque en ocasiones pueden parecerse al liquen simple crónico, liquen plano hipertrófico, elefantiasis o necrobiosis lipoídica.

## Tratamiento
No existe un tratamiento definitivo. En ocasiones, la administración de corticoides tópicos pueden provocar una ligera mejoría. El tratamiento del hipertiroidismo acompañante no suele mejorar las lesiones. Raramente, se han descrito regresiones espontáneas de las lesiones.